# Archipel du Lac Saint-Pierre
L'archipel du Lac Saint-Pierre est un archipel d'origine deltaïque situé dans le lac Saint-Pierre au Québec. On distingue deux groupes : les îles de Berthier au nord et les îles de Sorel au sud.
Les rives  de cet archipel comptent vingt-deux villages. En 2011, 2 600 personnes y résident. Les îles Dupas et Saint-Ignace sont partiellement urbanisées. La majorité des îles non urbanisées servaient à l'agriculture et au pâturage des animaux de ferme. 
Des petites routes sillonnent le milieu riverain des îles. Les îles Saint-Ignace, Dupas et aux Castors sont reliées à Berthierville, sur la rive nord du fleuve Saint-Laurent, par trois ponts. La liaison entre la rive nord (Île Saint-Ignace) et la rive sud (Sorel-Tracy) du Saint-Laurent est assurée par un service de traversier. La plupart des autres îles sont accessibles seulement en embarcation. Du côté sud du fleuve, l'île d'Embarras est la plus petite des îles habitées. Du côté nord du fleuve, l'Île Dupas est la plus grande des îles habitées.

## Géologie
L'archipel du Lac Saint-Pierre est un delta issu de la dernière glaciation et modifié par les alluvions du fleuve Saint-Laurent. À la suite du retrait de la calotte glaciaire, la région des îles de Sorel a été envahie par la Mer de Champlain qui s'est ensuite retirée progressivement. Ceci il a y environ 12 000 années. Des sédiments marins argileux y ont été déposés au fond de l'eau.
La partie visible des îles de l'archipel est formée d'alluvions récentes. Ces dépôts d'une hauteur maximale de 7 à 8 mètres au-dessus du niveau du fleuve sont principalement constitués du limon déposé par la Mer de Champlain lors du recul marin qui força les eaux de cette époque à intégrer le lit actuel du fleuve. De nos jours, le même phénomène se répète annuellement lors des inondations printanières alors que les eaux du fleuve recouvrent une partie des Îles de Sorel et y laissent une couche d'alluvions. Bien qu'elles peuvent causer des problèmes aux insulaires et nuire pendant quelques semaines aux déplacements, ces inondations printanières sont bénéfiques pour l'agriculture.

## Topographie
Le fleuve Saint-Laurent s'élargit à l'entrée du lac Saint-Pierre d'où se forme un archipel deltaïque d'une cinquantaine d'îles et d'îlots. Plusieurs chenaux sillonnent entre ces îles. Cette région est caractérisée par un relief très peu accentué. La dénivellation va de 3 à 5 mètres au-dessus du niveau de la mer. La plupart des îles sont abondamment inondées à chaque printemps.

## Climat
Cette région jouit d'un climat continental nordique, un peu plus frais que celui de la région de Montréal mais nettement plus ensoleillée. La période sans gel est de longue durée, ce qui favorise la production agricole céréalière. L'hiver n'y est pas trop rigoureux avec des précipitations moyennes et des froids peu excessifs.

## Hydrographie

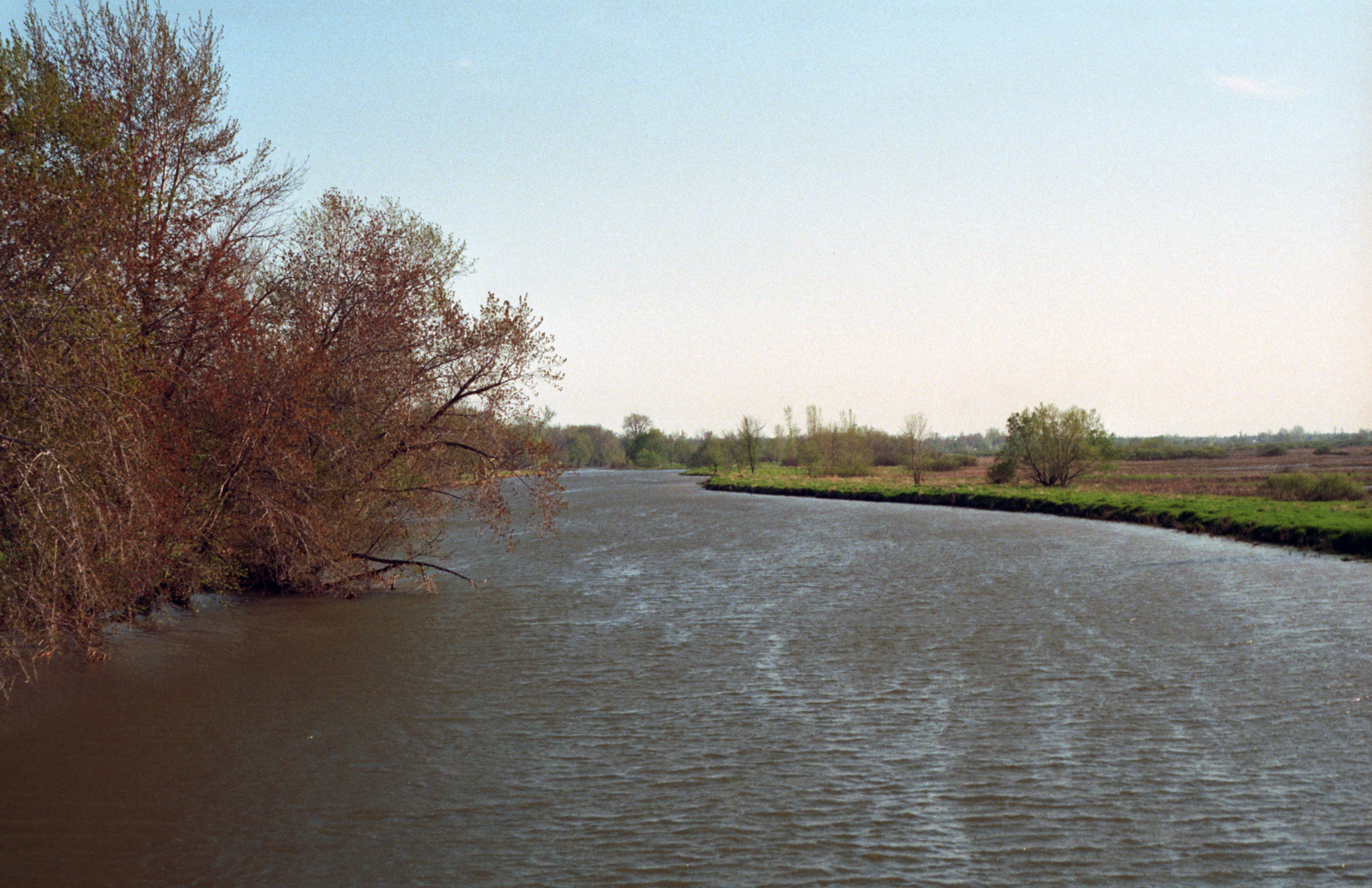
Chenal du Moine, au sud

La région de l'archipel compte 14 affluents drainant une superficie de 46 075 kilomètres, pour un débit moyen mensuel de 777 mètres cubes par seconde. La disproportion entre l'apport des rives est impressionnante ; le rapport est favorable à dix contre un pour la rive sud du fleuve devant l'archipel. La rive au sud de l'archipel avec seulement 4 rivières a un bassin de 42 250 km2 pour un débit de 712 m3/s alors que la rive du côté nord de l'archipel avec dix cours d'eau ne couvre que 3 825 km2 et ne déverse que 65,2 m3/s.

## Faune
Les îles et le lac Saint-Pierre sont la plus importante halte migratoire de l'est du Canada pour la sauvagine. La valeur écologique de ces milieux humides a été reconnu par l'Unesco en 2000.

## Histoire humaine des îles
Ce sont d'abord les Amérindiens qui ont habité et fréquenté cet archipel y tirant leur subsistance de la faune des îles. Jacques Cartier le mentionne dans ses carnets de voyage en septembre 1535,. Le 29 juin 1603 c'est au tour de Samuel Champlain d'y observer des amérindiens. puis en août 1642, c'est la fondation d'un fort en bois. Ceci dans le but de repousser les attaques des Iroquois sur  Trois-Rivières. Le fort fut incendié par les Iroquois en 1647. Ce n'est qu'en 1665 qu'un nouveau fort fut reconstruit par la compagnie du capitaine Pierre de Saurel, du régiment de Carignan.

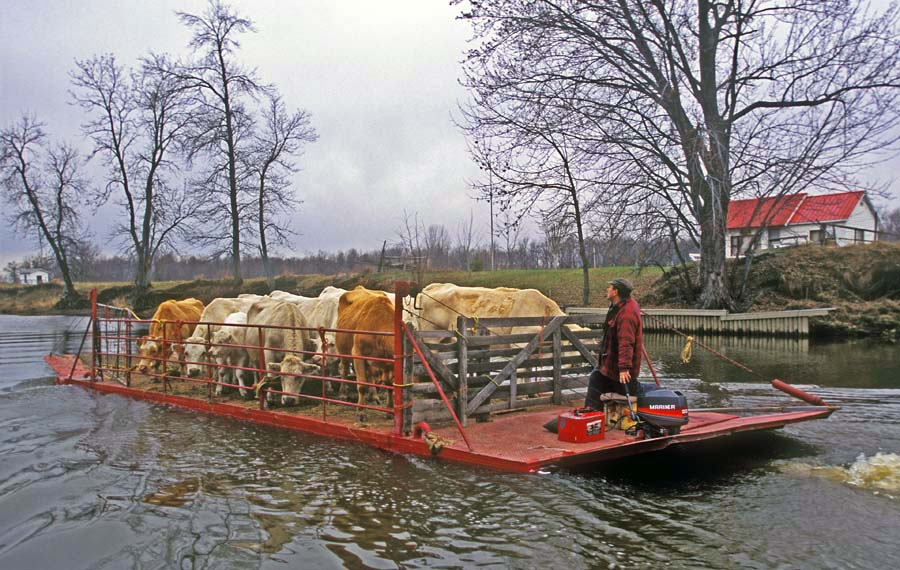
À La Visitation-de-l'Île-Dupas, en été, les îles sont des pâturages sans clôtures.

Quelques années plus tard, en 1672, des soldats démobilisés se font les premiers colons dans l'archipel . L’exploitation de pâturages communaux sur les îles y trouve là son origine. L'agriculture s'adapte à cet archipel de terres inondables et en 1710 la population de la seigneurie est de 112 habitants. La population se concentre dans les îles aux Castors, Dupas, Saint-Ignace et l'île Madame au nord de l'archipel. 
À la fin des années 1920, plusieurs barrages de pierres sont construits en amont des chenaux afin de rehausser le niveau de l'eau dans le chenal maritime qui passe au sud de l'archipel.
De nombreux chalets d'été sur pilotis sont érigés le long du chenal aux Corbeaux entre les îles aux Corbeaux et Lapierre. C'est le coin de pays du Survenant décrit dans les deux romans de Germaine Guèvremont : Le Survenant (écrit en 1945) et Marie-Didace (écrit en 1947). Les personnages de ces deux romans sont associés aux Iles de Sorel. Germaine Guèvremont a vécu pendant près de 30 ans sur l'Îlette-au-Pé (près du Chenal du moine) et sa maison est devenue pendant quelques années le Musée de l'Écriture.

## Liste des îles de l'archipel du lac Saint-Pierre

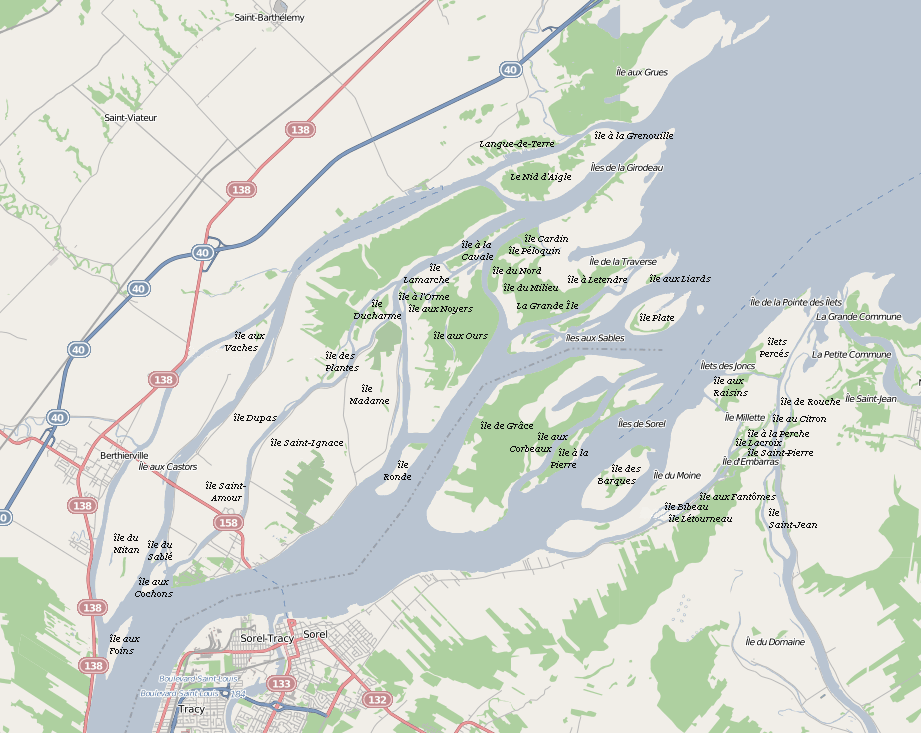

,,.
1. île aux Foins
2. île du Mitan
3. île du Sablé
4. île aux Cochons
5. île aux Castors
6. île Dupas
7. île Saint-Amour
8. île Saint-Ignace
9. île Ronde
10. île Madame
11. île aux Ours
12. île de Grâce[23]
13. île aux Corbeaux
14. île à la Pierre
15. île des Barques
16. île du Moine
17. île Bibeau
18. île Létourneau
19. îles aux Fantômes
20. île Lacroix
21. île d'Embarras
22. île Saint-Jean
23. île Saint-Pierre
24. île à la Perche
25. île au Citron
26. île Millette
27. île de Rouche
28. îles aux Raisins
29. Islets Percés
30. île aux Vaches
31. île du Curé
32. île des Plante
33. île Ducharme
34. île à l'Orme
35. île aux Noyers
36. île Lamarche
37. île à la Cavale
38. île du Nord
39. île du Milieu
40. la Grande Île
41. îles aux Sables
42. île Plate
43. île à Letendre
44. île de la Traverse
45. île Péloquin
46. île Cardin
47. îles de la Girodeau
48. Le Nid d'Aigle
49. île à la Grenouille[24]
50. îles aux Grues
51. îles Straham
52. Banc de sable
53. île O.P. ou Guévremont

Note: Les îles au Sable sont composées de trois îles, les îlets percés de deux îles et les îles de la Girodeau de quatre. 

## Liste des municipalités de l'archipel
- La Visitation-de-l'Île-Dupas
- Saint-Ignace-de-Loyola